# Détroit de Tiquina
Le détroit de Tiquina est un détroit terrestre qui relie la partie la plus étendue (le Lago Chucuito) de la plus petite (le Wiñaymarca) du lac Titicaca en Bolivie.

## Géographie
Le détroit mesure 850 mètres à son point le plus étroit. Il rejoint le lac supérieur, le lac Chucuito, et le lac inférieur (et plus petit), le lac Wiñaymarka (ou lac Pequeño, "petit lac"). Le lac Titicaca, situé à la frontière de la Bolivie et du Pérou, est, en volume, le plus grand lac d'Amérique du Sud.

## Traversée
Pour économiser la distance autour du Lago Pequeno, les bus, camions et voitures traversent le détroit sur des barges, les passagers se séparent généralement des véhicules plus lourds et effectuent la traversée sur de plus petites embarcations.

## Histoire

Détroit de Tiquina
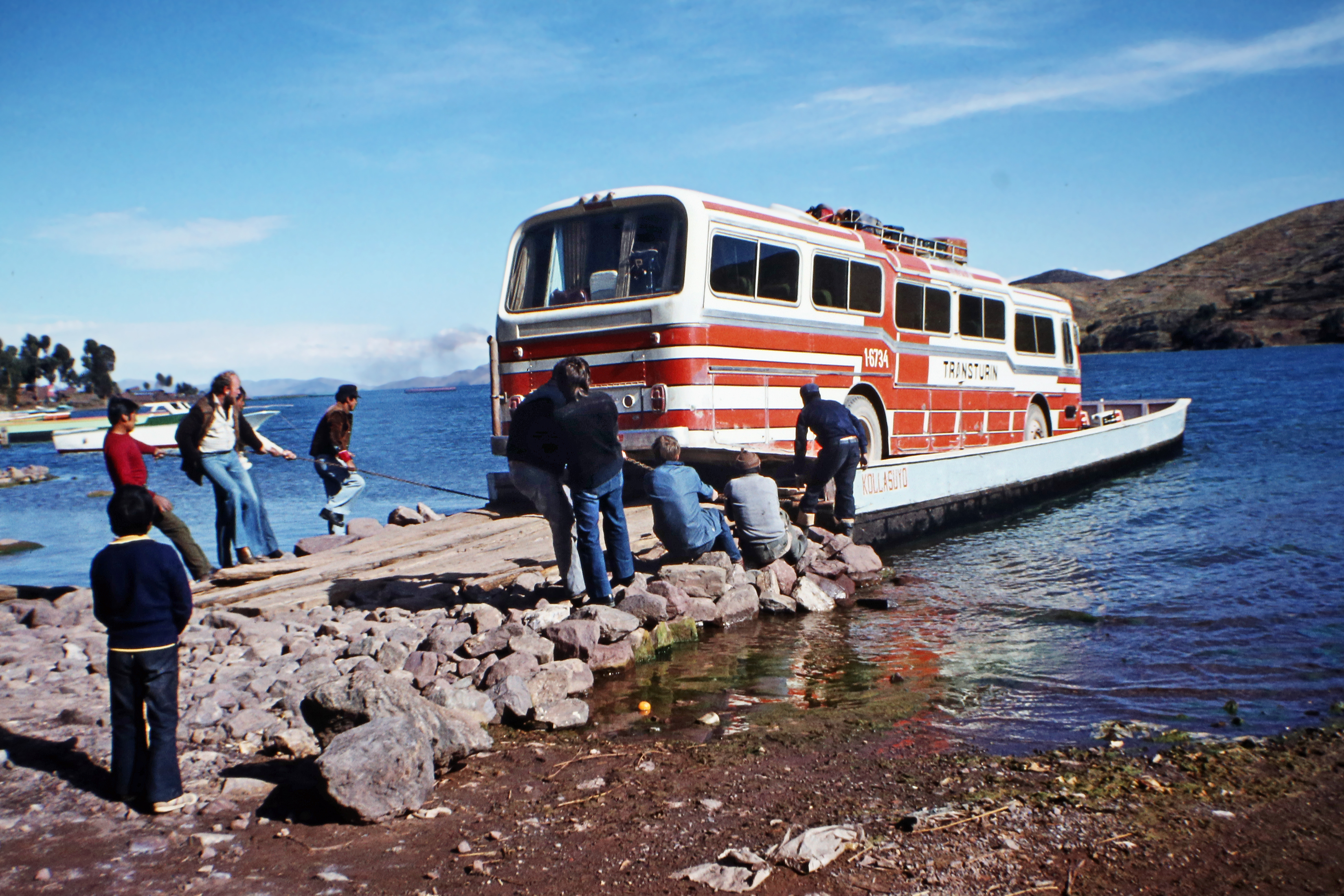
Embarquement sur une barge.
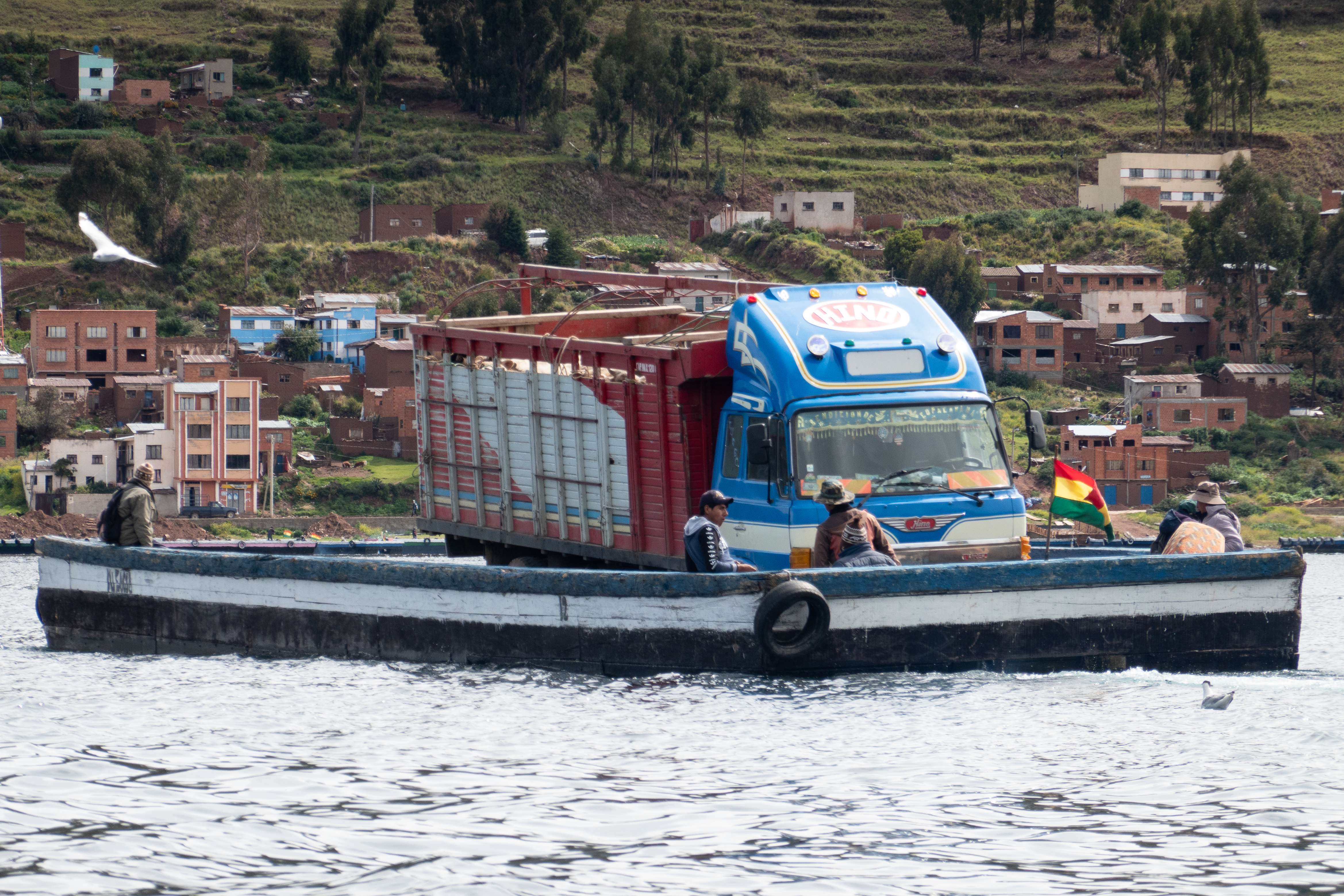
Traversée du détroit de Tiquina.
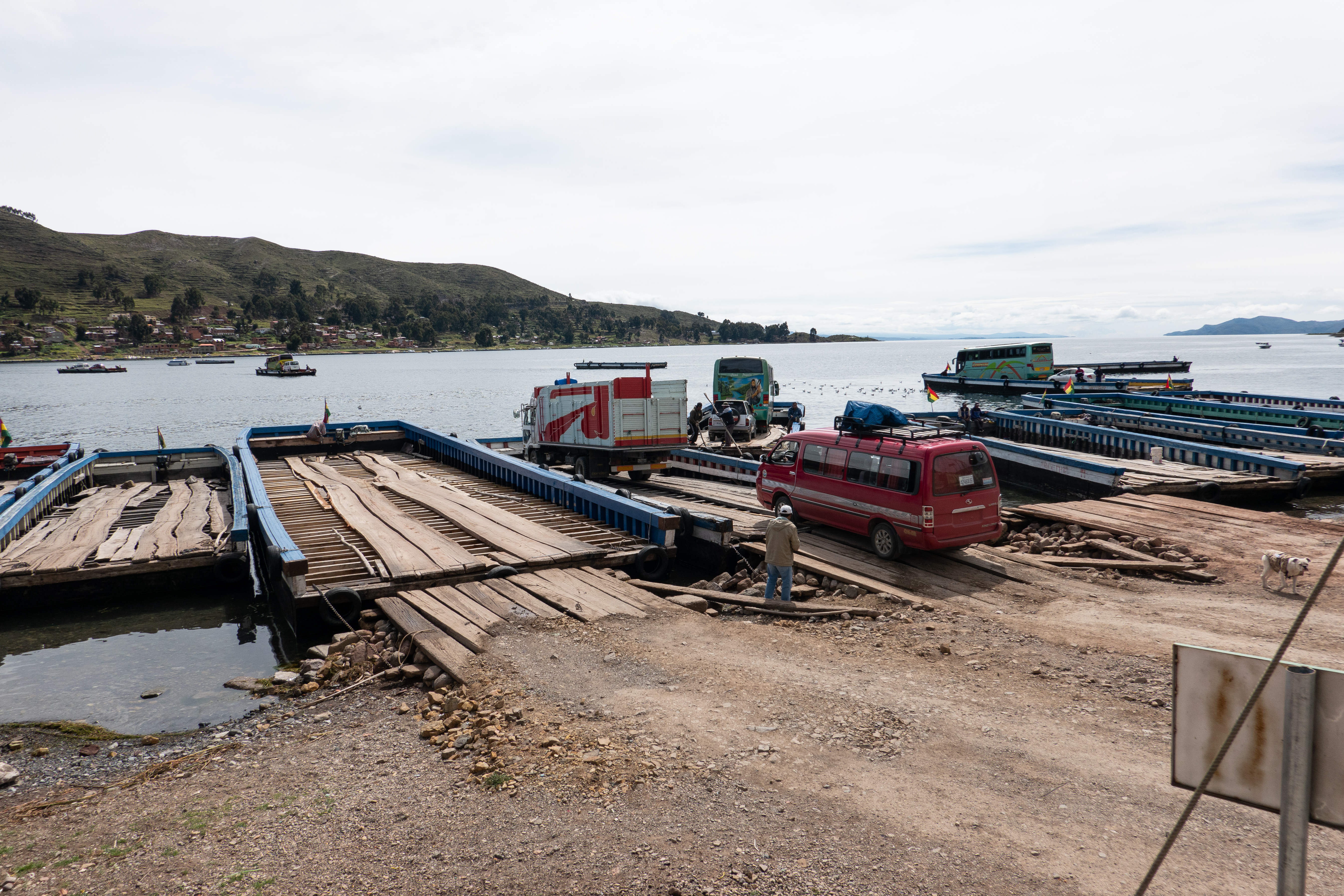
Barges servant à la traversée.